# Lagomar
Lagomar és un balneari del sud de l'Uruguai, ubicat al departament de Canelones. Forma part de la Ciudad de la Costa des de 1994.

## Geografia
Lagomar es troba al sud del departament de Canelones, sobre la costa del Riu de la Plata. Limita al nord-est amb el balneari d'El Bosque i a l'est amb Solymar. Al sud-oest limita amb el balneari de San José de Carrasco.
La Ruta Interbalneària creua la localitat al seu extrem nord. Aquesta ruta connecta Lagomar amb la capital del país, la ciutat de Montevideo, la qual es troba a una distància de 22 km.

## Població
Lagomar tenia una població aproximada de 7.798 habitants, segons les dades del cens de 2004.
| Any  | Població |
| ---- | -------- |
| 1963 | 418      |
| 1975 | 3.127    |
| 1985 | 4.949    |
| 1996 | 7.021    |
| 2004 | 7.798    |
| 2011 | 8.068    |

Font: Institut Nacional d'Estadística de l'Uruguai